# Rodrigo Mejía Saldarriaga
Rodrigo Mejía Saldarriaga SJ (* 5. September 1938 in Medellín, Kolumbien) ist ein Jesuit und emeritierter Apostolischer Vikar von Soddo in Eritrea.

## Leben
Rodrigo Mejía Saldarriaga trat der Ordensgemeinschaft der Jesuiten bei und empfing am 13. Dezember 1969 das Sakrament der Priesterweihe. Er war u. a. als Direktor des Galilee Centre von Addis Abeba tätig.
Am 5. Januar 2007 ernannte ihn Papst Benedikt XVI. zum Apostolischen Vikar von Soddo-Hosanna, Eritrea, und zum Titularbischof von Vulturia. Die Bischofsweihe empfing Mejía Saldarriaga am 4. März 2007 durch den Erzbischof von Addis Abeba Berhaneyesus Demerew Souraphiel. Mitkonsekratoren waren der Apostolische Nuntius in Äthiopien, Erzbischof Ramiro Moliner Inglés, und sein Amtsvorgänger als Apostolischer Vikar, Domenico Crescentino Marinozzi OFMCap.
Nach der Teilung des Apostolischen Vikariats am 20. Januar 2010 wurde er Apostolischer Vikar von Soddo.
Papst Franziskus nahm am 12. Januar 2014 seinen altersbedingten Rücktritt an.